# Broken Hope
Broken Hope é uma banda de death metal dos Estados Unidos da América.

## Histórico
A Broken Hope foi fundada em 1988. Eles eram conhecidos como uma banda de estilo mid-paced death metal com vocais rosnados de baixa intensidade. Como banda, eles estiveram ativos por aproximadamente doze anos, gravando cinco álbuns entre 1991 e 1999. Após o lançamento, Metal Blade Records assinou com a banda, que lançou seu segundo álbum, "The Bowels of Repugnance", em 1993. O terceiro álbum da banda, Repulsive Conception de 1995, alcançou o chart Metal Top 25 da CMJ New Music Monthly, assim como o follow-up de 1997, "Loathing", um álbum que explorou temas como dominação política, necrofilia e sexo seguro.
A formação inicial do Broken Hope era Joe Ptacek (vocal), Jeremy Wagner (guitarra), Brian Griffin (guitarra) e Ryan Stanek (bateria). Eles fizeram um acordo com o então Grindcore / RedLight Label e gravaram seu primeiro álbum, "Swamped in Gore".

## Integrantes
- Jeremy Wagner – guitarra
- Damian Leski – vocal
- Mike Miczek – bateria
- Matt Szlachta – guitarra
- Diego Soria – baixo

## Discografia
- Swamped in Gore (1991)
- The Bowels of Repugnance (1993)
- Repulsive Conception (1995)
- Loathing (1997)
- Grotesque Blessings (1999)
- Omen of Disease (2013)
- Mutilated and Assimilated (2017)